# Grant Greenham
Grant Brian Greenham (* 20. Juli 1954 in Perth; † 23. August 2018 ebenda) war ein australischer Bogenschütze.

## Karriere
Grant Greenham gewann mit der australischen Mannschaft bei den Weltmeisterschaften 1991 die Bronzemedaille. Außerdem nahm er an den Olympischen Spielen 1992 teil. Dort wurde er im Einzelwettkampf Sechzehnter. Im Mannschaftswettbewerb belegte er mit dem australischen Team den 7. Platz.